# قطار شهری اسن
قطار شهری اسن (آلمانی: Stadtbahn Essen) سیستم قطار سبک شهری در اسن و مولهایم آن در رور، آلمان است.
این قطار شهری که در سال ۱۹۷۷ تأسیس شده دارای ۳ خط، ۴۵ ایستگاه و ۱۹٫۶ کیلومتر طول است.

## نگارخانه

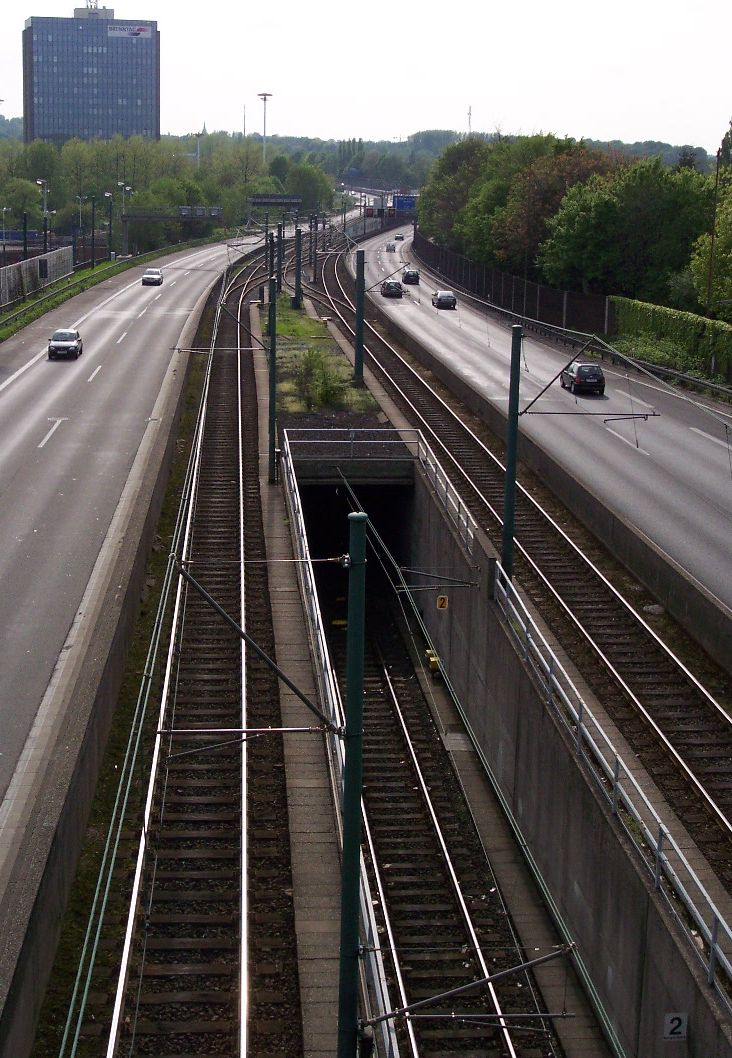
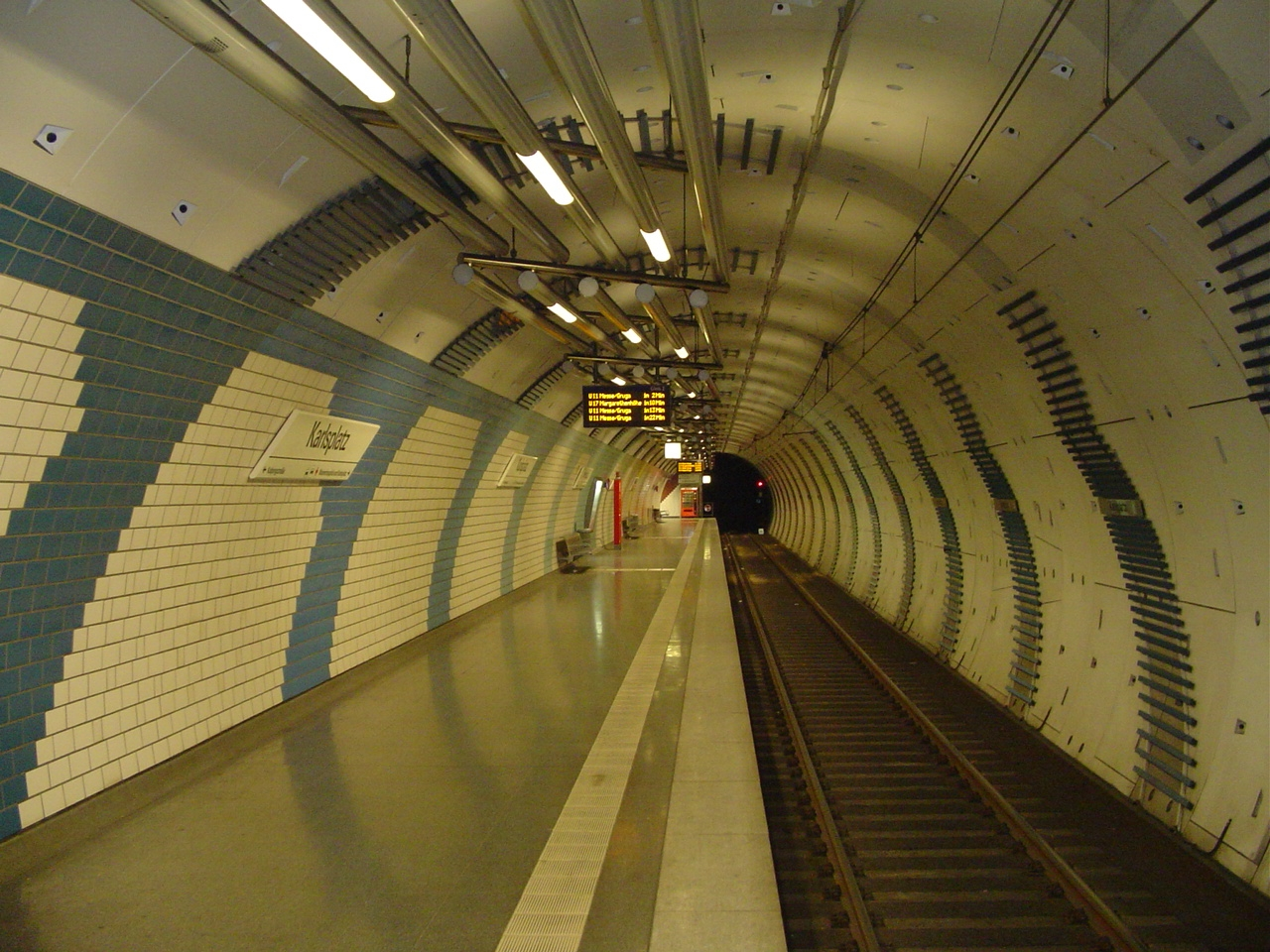
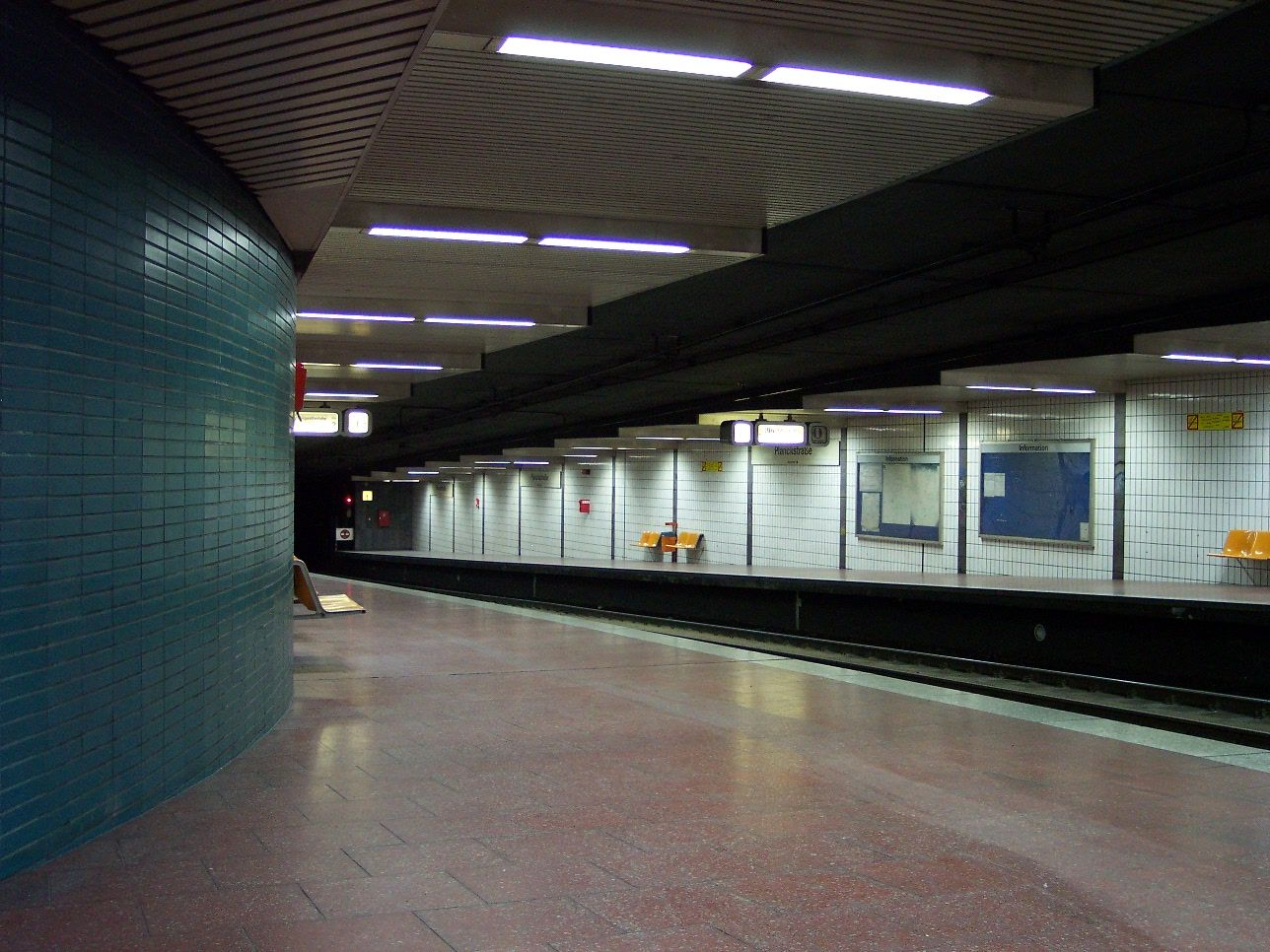
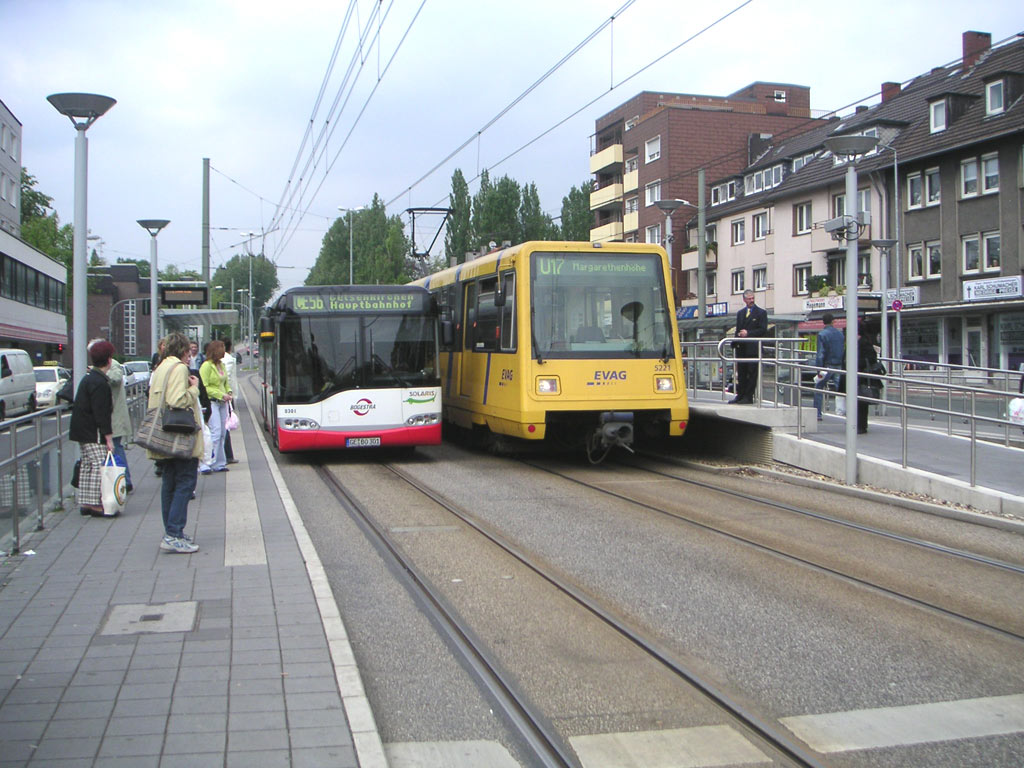
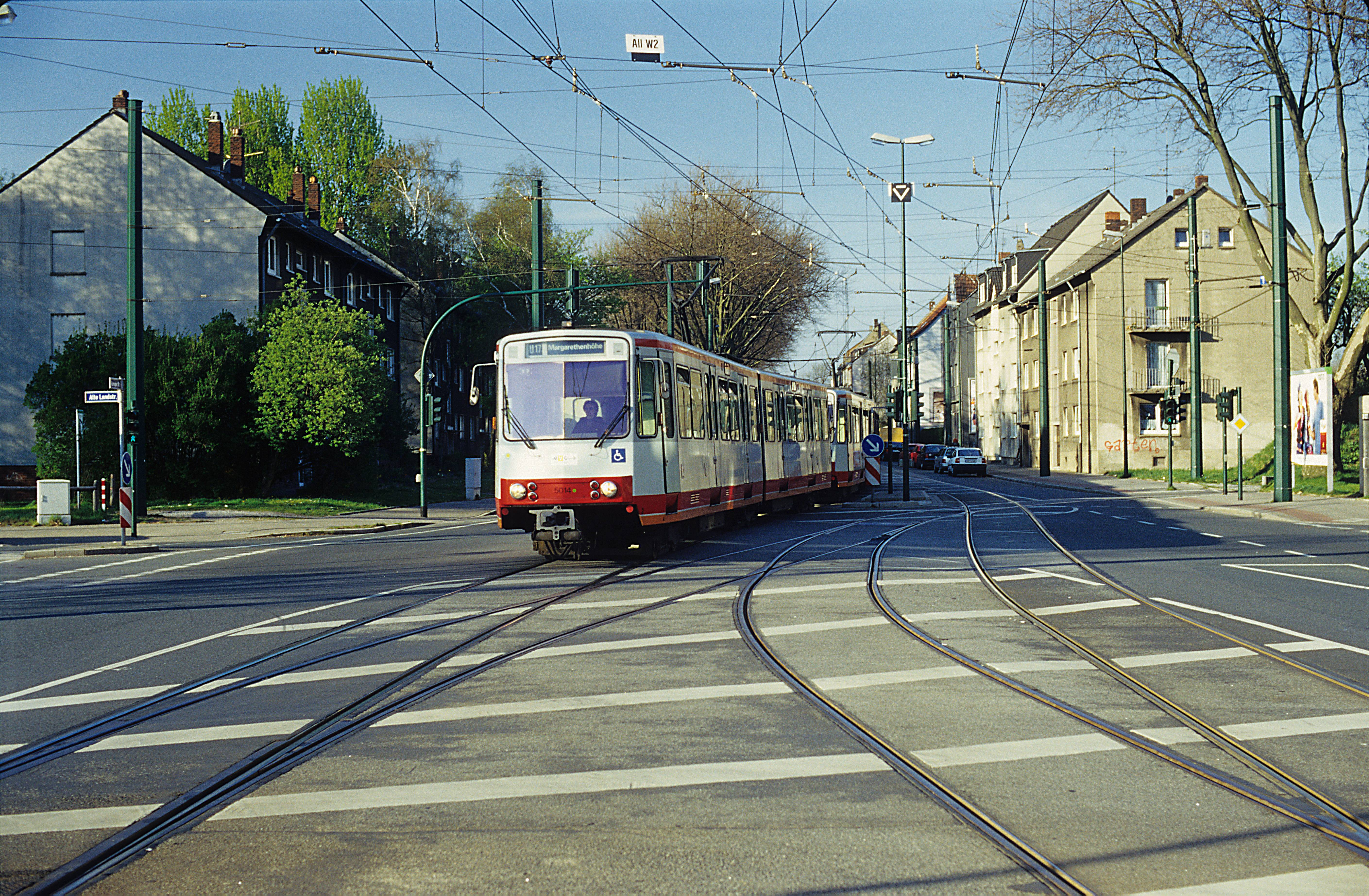
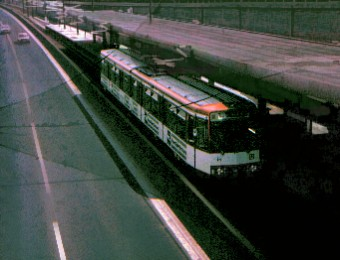
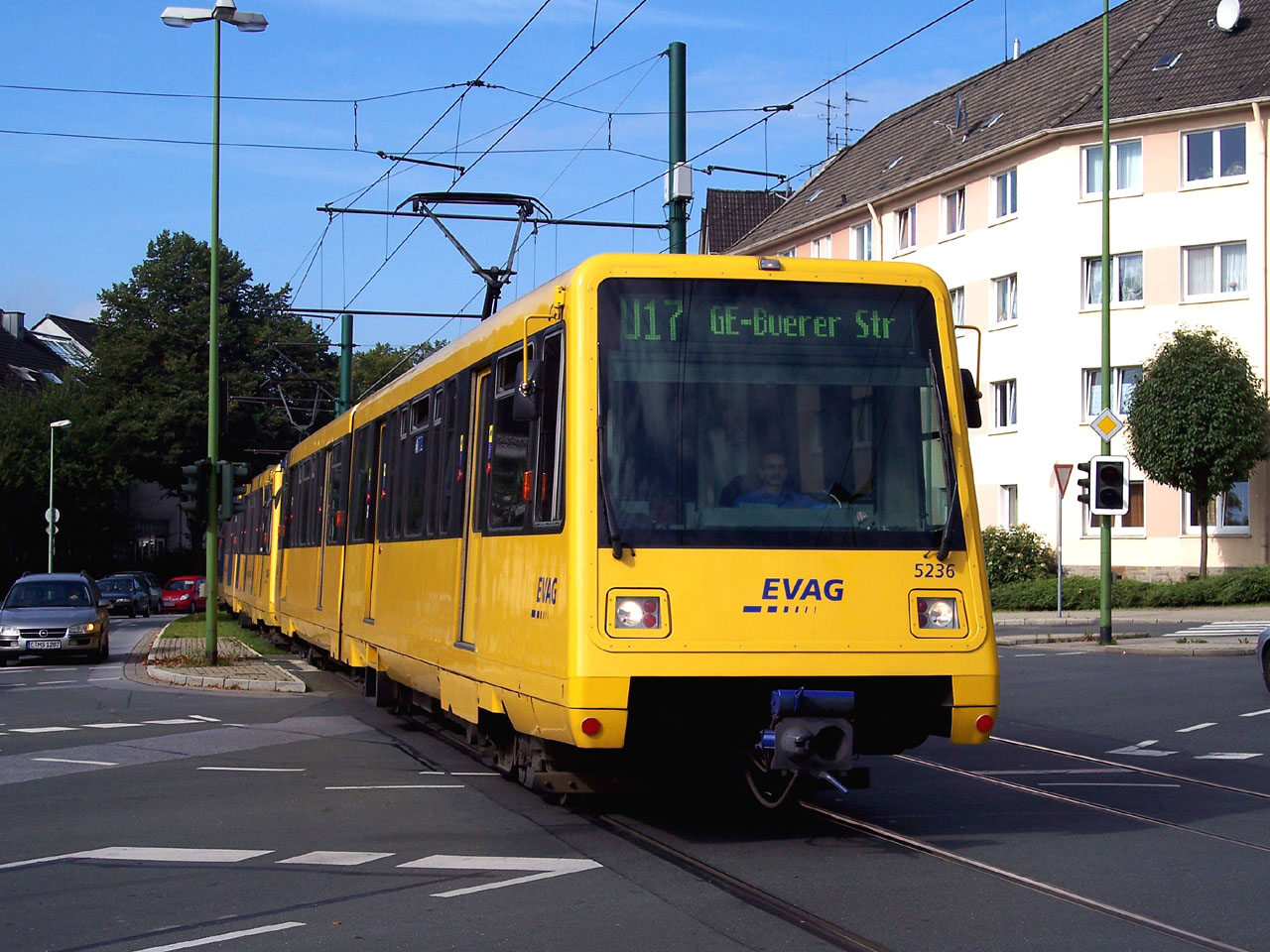